# Monstruo de la isla Canvey
El monstruo de la isla Canvey es el nombre que se le dio a una criatura inusual cuyo cadáver varó en las orillas de la isla Canvey, Inglaterra en noviembre de 1953. Un segundo cadáver, en mejor estado, fue descubierto en agosto de 1954.
El espécimen de 1953 tenía una longitud de 76 cm (2.4 pies) de largo con piel marrón rojiza gruesa, ojos saltones y agallas. Fue también  descrito con extremidades traseras con cinco dedos y las patas en forma de herradura —las cuales parecían adaptadas para la locomoción bípeda— pero sin extremidades delanteras. Sus restos fueron cremados después de una inspección  superficial hecha por zoólogos que afirmaron que no representaba ningún peligro para el público. El espécimen de 1954 fue descrito de manera similar pero mucho más grande, siendo de 120 cm (3.9 pies) de largo y pesando aproximadamente 11.3 kg (25 libras). Su cadáver estaba lo suficientemente fresco como para que sus ojos, fosas nasales y dientes fuesen estudiados, aunque en el momento no se dio ninguna explicación oficial sobre qué era o qué le había sucedido al cadáver.

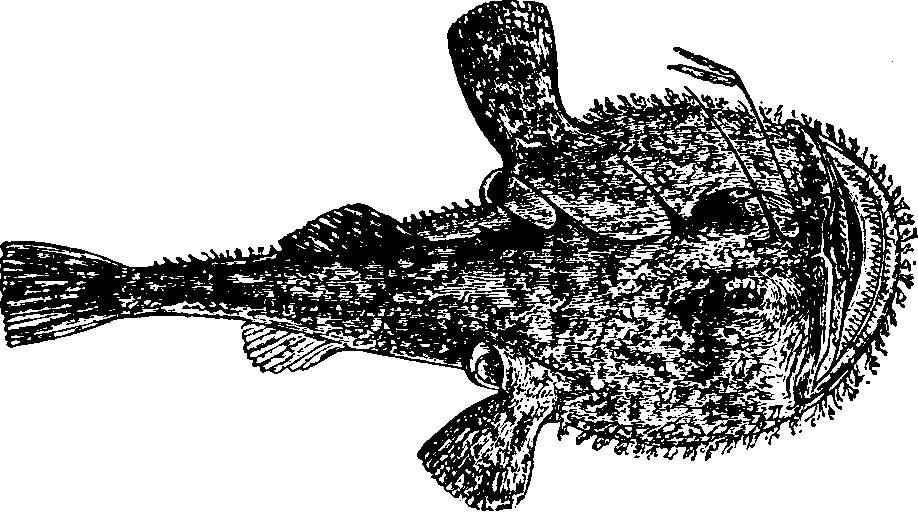
Lophius piscatorius, también conocido como "rape común" o, sencillamente, "rape".

Algunos han especulado que los especímenes pudieron haber sido algún tipo de rape, cuyas aletas habían sido tomadas por patas, mientras que otros han llegado a la conclusión más probable de que los especímenes podrían haber sido pejesapos, los cuales de hecho caminan con sus aletas parecidas a patas, tiene ojos saltones, y poseen una variedad de colores incluyendo marrones rojizos.
En 1999, el periodista forteano Nicholas Warren llevó a cabo una investigación de los avistamientos de 1953 y 1954. Pero fue incapaz de localizar cualquier registro oficial en el laboratorio de la Asociación de Biología Marina de Plymouth o en la Autoridad Nacional de Ríos  que identifican a la criatura como un espécimen conocido o desconocido, aunque sí fue capaz de recopilar información entre lugareños que creían que la criatura era un rape. Esta decisión sería apoyada posteriormente por Alwyne Wheeler, ex ictiólogo del Departamento de Zoología en el Museo de Historia Natural británico, quien propuso que la criatura era un rape cuyas pronunciadas aletas habían sido confundidas con patas traseras.